# Bataille de Xiakou
Guerres de la fin de la dynastie Han
La bataille de Xiakou (chinois simplifié : 夏口之战 ; chinois traditionnel : 夏口之戰 ; pinyin : Xiàkǒu Zhī Zhàn), a lieu en Chine en l'an 203, durant la fin de la dynastie Han, entre les forces de deux seigneurs de guerre, Sun Quan et Liu Biao. Les troupes de Quan tentent de conquérir la Commanderie de Jiangxia, qui est défendue par Huang Zu, un des généraux de Biao. Il n'y a pas de véritable vainqueur à la fin des combats, car les soldats de Sun Quan n'arrivent pas à prendre la ville, même après le repli de Zu. Il ne faut pas confondre cet affrontement avec la bataille de Jiangxia, qui a lieu au même endroit en 208 et se conclut par la victoire de Sun Quan sur Huang Zu.

## Situation avant la bataille
En 200, le seigneur de guerre Sun Ce meurt des suites d'une blessure, après avoir conquis de nombreux territoires dans la région du Jiangdong en 194 et 199. Avant de mourir, il lègue ses possessions à Sun Quan, son frère cadet. Ce legs est confirmé et validé par Cao Cao, le Chancelier de l'empereur Han Xiandi et véritable dirigeant de la Cour des Han. Quelques années auparavant, Ce avait aidé Cao à mater la rébellion de Yuan Shu, un seigneur de guerre qui s'était autoproclamé empereur. Pour récompenser la fidélité du clan Sun, il valide donc le legs de Sun Ce et reconnaît Sun Quan comme étant le seigneur légitime du Jiangdong, puis lui donne le poste de Grand Administrateur de la commanderie de Kuaiji.
En 202, Sun Quan met fin à la révolte de Li Shu et intègre les 30 000 soldats du vaincu à sa propre armée. En 203, Sun Quan contrôle l'intégralité du Jiangdong et ne rencontre plus aucune résistance, il a donc les mains libres pour appliquer un plan que lui a proposé son conseiller Lu Su. Ce plan consiste à s'emparer de la province de Jing, qui est gouvernée par Liu Biao, et à prendre le contrôle de tout le sud de la Chine, puis d'utiliser le fleuve Yangzi Jiang comme barrière naturelle pour repousser toute tentative d'invasion venant du nord. Le premier obstacle que Sun Quan doit surmonter pour appliquer ce plan est de réussir à s'emparer de la commanderie de Jiangxia, qui contrôle l'accès à Jing via le Yangzi Jiang. De plus, Sun Quan a une raison personnelle de vouloir s'emparer den Jiangxia, car Huang Zu, l'administrateur nommé par Lu Biao, est le responsable de la mort de Sun Jian, le père de Sun Ce et Sun Quan, lors de la bataille de Xiangyang 12 ans plus tôt.

## La bataille
Sun Quan nomme Ling Cao chef de la flotte d'avant-garde et lui donne l'ordre de partir en premier, pendant que lui-même le suit avec le gros de la flotte, composée de navires plus gros et plus lents. De son côté, Huang Zu part de Jiangxia avec sa propre flotte pour se rendre à Xiakou, où il compte ériger des fortifications pour bloquer l'attaque de Sun Quan.
Alors qu'il est en route pour Jiangxia, Ling Cao rencontre Huang Zu à proximité de Xiakou. Les navires de Zu sont plus gros et bien plus nombreux que ceux de l'avant-garde conduite par Cao, mais malgré ce déséquilibre des forces, ce dernier considère qu'il est de son devoir d'éliminer tous les ennemis qui se mettent sur la route de son seigneur. Ling Cao prend alors la tête de ses hommes et lance une violente attaque contre le cœur même de la flotte de Huang Zu. Ce dernier est totalement pris au dépourvu, car il ne s'attendait absolument pas à ce qu'un groupe de navires aussi petits ose attaquer sa flotte, et il ne s'était pas du tout préparé pour le combat. Le temps que son ennemi commence à réagir, Ling Cao a eu le temps de se frayer un chemin au milieu des navires de Hang Zu et arrive devant le navire amiral de ce dernier. Craignant pour sa vie, Zu abandonne son navire et s'enfuit à bord d'une petite barque, laissant sa flotte sans commandant. Lorsque les soldats de Zu s’aperçoivent que ce dernier a disparu sans les prévenir, ils commencent à déserter leurs postes pour s'enfuir à leur tour, transformant leur flotte en un vaste chaos.
Voyant que la flotte ennemie n'est plus une menace, Ling Cao poursuit Huang Zu et aborde son navire. Après un rapide combat, Cao prend le dessus, mais, alors qu'il est sur le point de prendre la tête de Zu, il est tué par une flèche tirée par Gan Ning, un des hommes de Huang. Grâce à l'intervention de Ning, Huang Zu réussit à se dégager et à rentrer sain et sauf à Jiangxia. Après cet échec, Huang Zu reste enfermé dans la ville de Jiangxia, sans jamais essayer d'attaquer le gros des troupes de Sun Quan. Ce dernier n'ayant pas les moyens techniques nécessaires pour détruire les murs de la ville, le siège s'éternise; jusqu'à ce que Quan soit obligé de rentrer au Jiangdong pour mettre au pas les tribus Shanyue, qui lancent raid sur raid contre ses territoires.

## Conséquences
Bien que Gan Ning lui ait sauvé la vie d’extrême justesse, Huang Zu ne lui exprime aucune reconnaissance; car Ning est un ancien pirate, ce qui en fait définitivement un moins-que-rien aux yeux de Zu. Lassé d'être traité de cette manière, Gan Ning décide de suivre le conseil que lui a donné son ami Su Fei et fait défection au profit de Sun Quan, en apportant à ce dernier de nombreux renseignements sur les troupes de Huang Zu. Sun Quan accueille chaleureusement Gan Ning et suit les suggestions de ce dernier en lançant une nouvelle attaque contre Huang Zu trois ans plus tard, en 208, lors de la bataille de Jiangxia.